# Яструбень
Яструбень (рос. Ястребень) — річка в Україні, у Звягельському районі Житомирської області. Ліва притока Ужа, (басейн Прип'яті).

## Опис
Довжина річки приблизно 4,75 км, найкоротша відстань між витоком і гирлом — 4,54  км, коефіцієнт звивистості річки — 1,05. Річка формується багатьма безіменним притоками, загатами та повністю каналізована.

## Розташування
Бере початок на північно-східній околиці села Шевченкове. Тече переважно на південний схід і на південно-західній околиці Неділища впадає у річку Уж, праву притоку Прип'яті.

## Цікавий факт
Від витоку річки на відстані приблизно 778,34 м проходить залізнична дорога. На правому березі річки на відстані приблизно 4,98 м розташована станція Вірівка, а на лівому березі на відстані приблизно 6,63 км — станція Яблунець.